# 佐藤誠一 (実業家)
佐藤誠一（さとう せいいち、1959年（昭和34年）10月31日 - ）は、日本の実業家。東京都渋谷区出身。学位は経営学修士（MBA）（バブソン大学、1985年（昭和60年））。佐藤製薬株式会社代表取締役社長、日本OTC医薬品協会会長、日本医薬品直販メーカー協議会副会長、アジア太平洋セルフメディケーション協会（APSMI）副会長を務める。世界セルフメディケーション協会（WSMI）アジア太平洋地域担当副会長（2005年（平成17年）～2015年（平成27年））、アジア太平洋セルフメディケーション協会（APSMI）会長（2010年（平成22年）～2012年（平成24年））を歴任した。

## 人物
佐藤製薬株式会社創業者の佐藤幸吉の息子である父・進、母・仁子のもとに、1959年（昭和34年）長男として生まれる。千代田区永田町小学校、千代田区立麹町中学校、慶應義塾高等学校を経て、慶應義塾大学に進学。1982年（昭和57年）、同大学理工学部応用化学科を卒業。翌年米国バブソン大学経営管理学科へ入学、1985年（昭和60年）、同大学院経営学修士（MBA）取得。

## 経歴
- 1990年（平成2年）10月、佐藤製薬株式会社取締役副社長に就任。
- 1995年（平成7年）10月、同社代表取締役社長に就任。
- 2005年（平成17年）、日本医薬品直販メーカー協議会会長に就任[4]。同年、世界セルフメディケーション協会（WSMI）アジア太平洋地域担当副会長に就任。
- 2010年（平成22年）、アジア太平洋セルフメディケーション協会（APSMI）初代会長に就任。
- 2018年（平成30年）4月、日本OTC医薬品協会会長に就任[3]。同年、Babson Alumni Club of Japan 会長就任。[5][6]